# Ceromya portentosa
Ceromya portentosa là một loài ruồi trong họ Tachinidae.